# 巴里·吉布
巴里·艾倫·克朗普頓·吉布爵士，AC CBE（英語：Sir Barry Alan Crompton Gibb，1946年9月1日—），英國歌手、詞曲作者及唱片監製，家中長子，但上有一個姐姐（在1969年，因為羅賓跟巴里和經理人吵架而單飛，姐姐 Lesley 成為代唱），出生於英國曼島道格拉斯，雙親是英國人。他與兄弟羅賓（Robin Hugh Gibb）與莫里斯（Maurice Ernest Gibb ）組成比吉斯（Bee Gees）樂隊，是一個相當成功的流行組合。他們三人在澳洲開展事業，並在回到英國後取得重要的成功。

## 早期生活
巴里與他的家人原居於英國曼彻斯特查爾頓-哈迪區（Chorlton-cum-Hardy），1958年全家移居到澳洲布里斯本市市其中一個貧窮的郊區Cribb Island，該地點後來改建為布里斯本機場。

## 歌手/作曲家生涯
巴里在布里斯本與他兩位雙胞胎兄弟羅賓與莫里斯組成比吉斯樂隊並開始錄製唱片，回到英國後由勞勃·史提伍擔任經紀人，並在全球取得成功；在他們50年歌唱事業中共售出超過1億8700萬張唱片。
除了與比吉斯共事外巴里亦是一個獨立的作曲家與製作人。1978年他成為唯一連續四支單曲取得美國單曲榜榜首的作曲家，打破了約翰·連儂與保羅·麥卡特尼1964年的記錄；該些歌曲為《Stayin' Alive》、《Love Is Thicker Than Water》、《Night Fever》、《If I Can't Have You》。
1978年同時有5首巴里的作品登上美國單曲榜首十位。
巴里所寫的歌曲已被超過2,500名藝人錄製，在1970至80年代期間他為其他藝人寫作及製作多張擁有數百萬銷量的專輯，其中包括他的弟弟安迪·吉布、芭芭拉·史翠珊、多莉·帕頓、肯尼·羅傑斯、黛安娜·羅絲、狄昂華·薇克、吉米·洛芬（作曲）與瑞典歌手嘉羅拉（作曲）。
2004年5月巴里與羅賓均獲得曼彻斯特大學音樂博士榮譽學位；查爾斯王子在2005年於白金漢宮授予巴里、羅賓和莫里斯英帝國司令勳章。
2012年5月20日羅賓離世後，巴里成為最後一位在世團員，比吉斯正式解體。但此前，當莫里斯在2003年離世後，巴里已經有把團體解散的打算，但羅賓卻沒有。

## 政治活動
2006年12月7日，巴里·吉布與超過4,500名音樂家在《金融時報》中刊登全頁廣告要求英國政府延長現時英國的50年錄音版權保護法。這個名為《fair play for musicians》的廣告被看作是回應英國政府在2006年12月6日發表的Gowers Review，其中建議保持50年的錄音保護法。

## 瑣事
- 巴里於2006年1月4日宣布購下傳奇人物強尼·凱許與瓊·卡特·凱西在田納西州亨德森鎮的舊居
- 2009年，巴里和妻子琳達·葛雷（Linda Gray）正式成為美國公民，擁有英美雙公民資格, 此前，比吉斯在邁亞密居住，更被佛羅里達州州長在1978年賜予他們“佛羅里達州榮譽公民”而巴里夫婦至今依然在邁亞密居住。
- 巴里的兒子史蒂夫·吉布曾與比吉斯一同巡回演出，現時是重金屬樂團Crowbar樂隊的吉他手，但在2012年，當巴里正式進行個人巡迴演唱時，也是巴里的吉他手，而侄女Samantha（莫里斯之女）也是該演唱會嘉賓，後來也都成為巴里的幕後樂團團員。
- 電視節目Saturday Night Live中一個諷刺時事的章節巴里·吉布脫口秀（The Barry Gibb Talk Show）中由吉米·法隆扮演巴里賈斯汀·汀布萊克扮演他的弟弟羅賓。
- 巴里曾在Only Fools and Horses電影版Miami Twice中出演配角。

## 外部連結
- 巴里·吉布官方網站 （页面存档备份，存于）
- 巴里·吉布在互联网电影资料库（IMDb）上的資料（英文）